# Gendringen

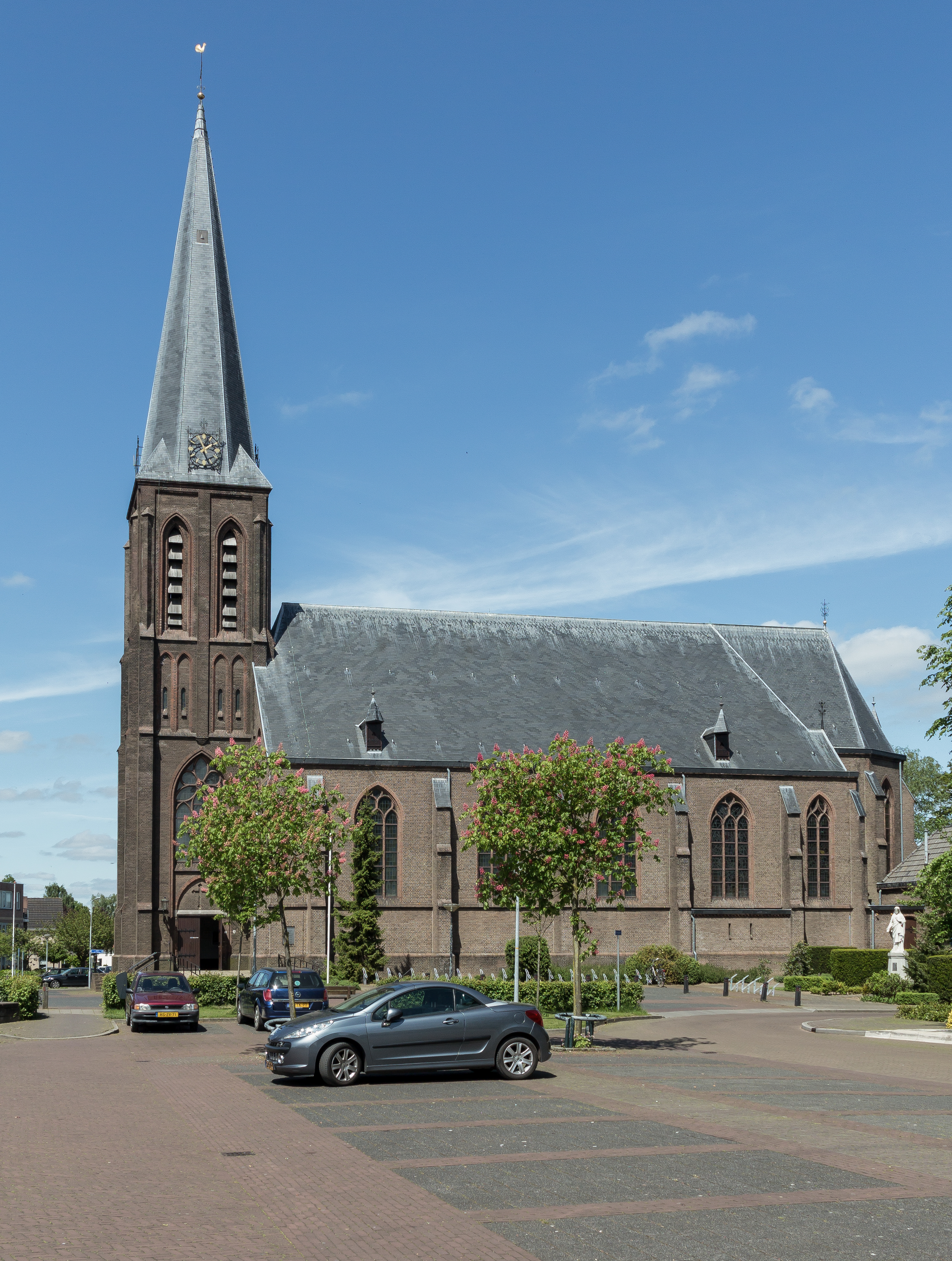
Église: de Sint Martinuskerk

Gendringen est un village situé dans la commune néerlandaise d'Oude IJsselstreek, dans la province de Gueldre. En 2009, le village comptait environ 4 500 habitants.
Gendringen était une commune indépendante jusqu'au 1er janvier 2005. À cette date, elle a fusionné avec Wisch pour former la nouvelle commune de Oude IJsselstreek.